# 6184 Nordlund
A 6184 Nordlund (ideiglenes jelöléssel 1987 UQ3) a Naprendszer kisbolygóövében található aszteroida. Poul Jensen fedezte fel 1987. október 26-án.